# 独龙虾脊兰
独龙虾脊兰（学名：Calanthe dulongensis），一种分布于中国云南省西南部地区的草本植物，属于兰科虾脊兰属，为中国国家二级重点保护野生植物。

## 形态特征
独龙虾脊兰是一种多年生陆生草本植物，植株高约50（20英寸）。具有明显的根状茎和假茎。有3枚椭圆形至倒卵状椭圆形绿色的叶，长30－40厘米（含假茎部分），宽4.5－7.5厘米；叶柄不明显。单个花莛近直立，高可达38（15英寸），密被短柔毛；萼片和花瓣黄绿色，中萼片和侧萼片无毛，花瓣倒卵状披针形。